# Shimpei Murai
Shimpei Murai (26 de octubre de 1977) es un deportista japonés que compitió en remo. Ganó una medalla de plata en el Campeonato Mundial de Remo de 2005, en la prueba de ocho con timonel ligero.

## Palmarés internacional
| Campeonato Mundial | Campeonato Mundial | Campeonato Mundial | Campeonato Mundial      |
| Año                | Lugar              | Medalla            | Prueba                  |
| ------------------ | ------------------ | ------------------ | ----------------------- |
| 2005               | Kaizu (Japón)      | Medalla de plata   | Ocho con timonel ligero |